# Баранов, Владимир Андреевич
Владимир Андреевич Баранов (1872, Микулино — 1942, Ленинград) — советский астроном, гравиметрист и геодезист.

## Биография
Родился в 1872 году в деревне Микулино (Самарская область), в 1916 окончил Петроградский университет. В 1917 был мобилизован в Военно-Морской флот. В 1919 участвовал в экспедиции по изучению Курской магнитной аномалии. В 1920—1930 работал в Главном гидрографическом управлении флота, участвуя ежегодно в экспедициях по исследованию различных районов Северного Ледовитого океана. В 1930—1938 — преподаватель Военно-Морской академии им. К. Е. Ворошилова. В эти годы участвовал в экспедициях на Памир и в высокоширотных экспедициях в различные районы Арктики. Принимал участие в разработке научной программы экспедиции «Северный полюс-1», руководимой И. Д. Папаниным.
Был профессором Казанского университета и директором Казанской обсерватории. Составил два каталога положений переменных звезд, наблюдал малые планеты, кометы, двойные звезды и произвел многочисленные определения силы тяжести в восставших районах Европейской части СССР.
Был арестован НКВД в ходе так называемого Пулковского дела, но в 1937 выпущен на свободу и вернулся к работе.
В 1937—1938 участвовал в экспедициях на ледоколах «Садко», «Седов», «Малыгин», совершивших дрейф во льдах Арктического бассейна. Одновременно с 1920 работал в Астрономическом институте (с 1943 — Институт теоретической астрономии АН СССР), где занимал должность заместителя директора, заведовал отделом специальных эфемерид.
Умер в 1942 году в Ленинграде, похоронен на кладбище Пулковской обсерватории.
Основные труды в области теоретической, практической астрономии и изучению малых планет, переменных звезд и спутниковой геодезии, геофизике. Произвел многочисленные определения силы тяжести в восставших районах Европейской части СССР со сверхдлинной базой при решении основных проблем астрономии, геодезии и геодинамики. Был главным редактором «Морского астрономического ежегодника» и «Авиационного астрономического ежегодника»

## Основные труды
- Метод одновременного определения азимута, широты и звездного времени. Теория. Вспомогательные таблицы, Л., 1934;
- Определение силы тяжести при помощи маятников на колеблющейся подставке, ч. 1. Основные формулы, — «Записки по гидрографии», 1941.
- Приложение к № 2; О редукциях силы тяжести, — в кн.: «Труды Центрального н.-и. ин-та геодезии, аэросъёмки и картографии», М., 1949, вып. 68;
- Внешнее гравитационное поле Земли и фундаментальные постоянные, связанные с ним,- в кн.: Труды Института теоретической астрономии АН СССР, вып. 3, М., 1952.
- Об определении размеров общего земного эллипсоида, — там же, вып. 6. 1956.